# Вільхівка (річка)
Вільхі́вка (Вільхова, Ольхова, Ольхівка) — річка в Україні, права притока річки Лугань. Сточище Сіверського Дінця. Довжина 83 км. Площа водозбірного басейну 814 км². Похил 3,3 м/км. Долина трапецієподібна, асиметрична, завширшки 4—6 км. Заплава шириною до 1 м. Річище помірно звивисте, шириною 4—5 м, глибиною 1—2 м. Використовується на водопостачання, зрошення, рекреацію.
Бере початок із джерела біля села Іванівка Антрацитівського району. Тече теренами Донецької височини територією Антрацитівського та Лутугинського районів Луганської області. На річці споруджено водосховища (найбільше — Лутугинське) та ставки.
При впадінні в річку Лугань (48°34′15.18″ пн. ш. 39°16′29.14″ сх. д. / 48.5708833° пн. ш. 39.2747611° сх. д.), біля Технікуму транспортного будівництва та кільця трамвая маршрутів 4, 11, 13, розташоване місто Луганськ.